# Val-d'Auzon
Pour les articles homonymes, voir Auzon.
Val-d'Auzon est une commune française, située dans le département de l'Aube en région Grand Est.

## Géographie
| Longsols | Pougy       | Molins-sur-Aube |
| Onjon    | Val-d'Auzon | Pel-et-Der      |
| Piney    |             | Brévonnes       |

### Hydrographie
La commune est dans la région hydrographique « la Seine de sa source au confluent de l'Oise (exclu) » au sein du bassin Seine-Normandie. Elle est drainée par l'Auzon, le canal de l'Orient, un bras du Moriller, le cours d'eau 01 de la commune de Brevonnes, le Fossé 01 de la Croisette, le Fossé 01 de la Croix Blanche, le Fossé 01 de la Saute, le Fossé 01 du Grand Marais, le Fossé 02 du Bois de la Garenne, le Ruchet, le ruisseau du Petit Marais et divers autres petits cours d'eau,.
L'Auzon, d'une longueur de 40 km, prend sa source dans la commune de Piney et se jette  dans l'Aube à Morembert, après avoir traversé neuf communes. 

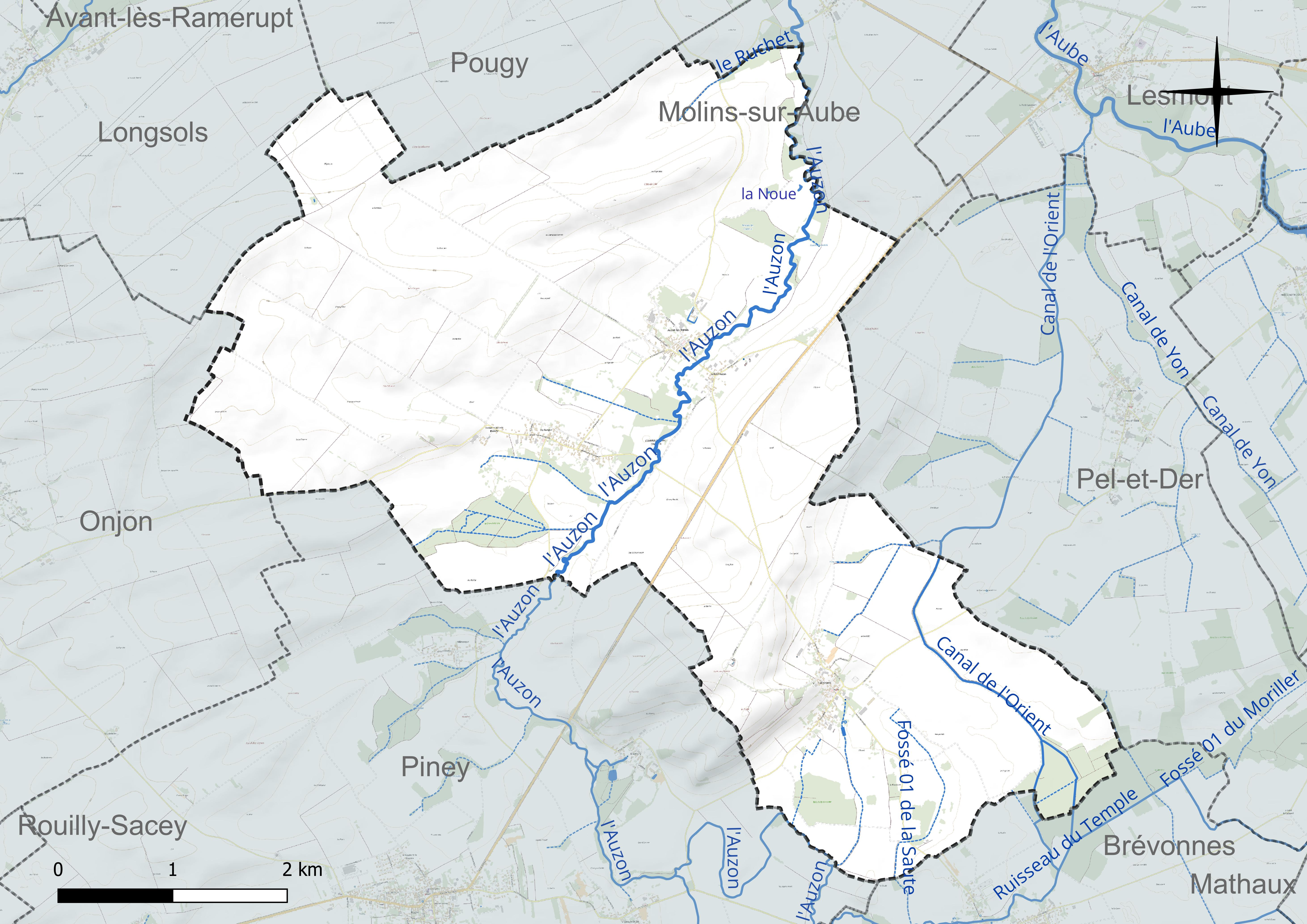
Réseau hydrographique de Val-d'Auzon.

Un plan d'eau complète le réseau hydrographique : la Noue (0 ha),.

### Climat
Pour des articles plus généraux, voir Climat du Grand Est et Climat de l'Aube.
En 2010, le climat de la commune est de type climat océanique dégradé des plaines du Centre et du Nord, selon une étude du Centre national de la recherche scientifique s'appuyant sur une série de données couvrant la période 1971-2000. En 2020, Météo-France publie une typologie des climats de la France métropolitaine dans laquelle la commune est exposée à un climat océanique altéré et est dans une zone de transition entre les régions climatiques « Nord-est du bassin Parisien » et « Lorraine, plateau de Langres, Morvan ». 
Pour la période 1971-2000, la température annuelle moyenne est de 10,6 °C, avec une amplitude thermique annuelle de 15,6 °C. Le cumul annuel moyen de précipitations est de 746 mm, avec 12,1 jours de précipitations en janvier et 8 jours en juillet. Pour la période 1991-2020, la température moyenne annuelle observée sur la station météorologique de Météo-France la plus proche, « Mathaux-Étape », sur la commune de Mathaux à 7 km à vol d'oiseau, est de 11,5 °C et le cumul annuel moyen de précipitations est de 733,9 mm. 
La température maximale relevée sur cette station est de 41,5 °C, atteinte le 25 juillet 2019 ; la température minimale est de −18 °C, atteinte le 2 janvier 1997,,. 
Les paramètres climatiques de la commune ont été estimés pour le milieu du siècle (2041-2070) selon différents scénarios d'émission de gaz à effet de serre à partir des nouvelles projections climatiques de référence DRIAS-2020. Ils sont consultables sur un site dédié publié par Météo-France en novembre 2022.

## Urbanisme

### Typologie
Au 1er janvier 2024, Val-d'Auzon est catégorisée commune rurale à habitat dispersé, selon la nouvelle grille communale de densité à 7 niveaux définie par l'Insee en 2022.
Elle est située hors unité urbaine. Par ailleurs la commune fait partie de l'aire d'attraction de Troyes, dont elle est une commune de la couronne,. Cette aire, qui regroupe 209 communes, est catégorisée dans les aires de 200 000 à moins de 700 000 habitants,.

### Occupation des sols
L'occupation des sols de la commune, telle qu'elle ressort de la base de données européenne d’occupation biophysique des sols Corine Land Cover (CLC), est marquée par l'importance des territoires agricoles (91,5 % en 2018), une proportion sensiblement équivalente à celle de 1990 (91,8 %). La répartition détaillée en 2018 est la suivante : 
terres arables (87,7 %), forêts (5,5 %), zones urbanisées (3 %), zones agricoles hétérogènes (3 %), prairies (0,9 %). L'évolution de l’occupation des sols de la commune et de ses infrastructures peut être observée sur les différentes représentations cartographiques du territoire : la carte de Cassini (XVIIIe siècle), la carte d'état-major (1820-1866) et les cartes ou photos aériennes de l'IGN pour la période actuelle (1950 à aujourd'hui).

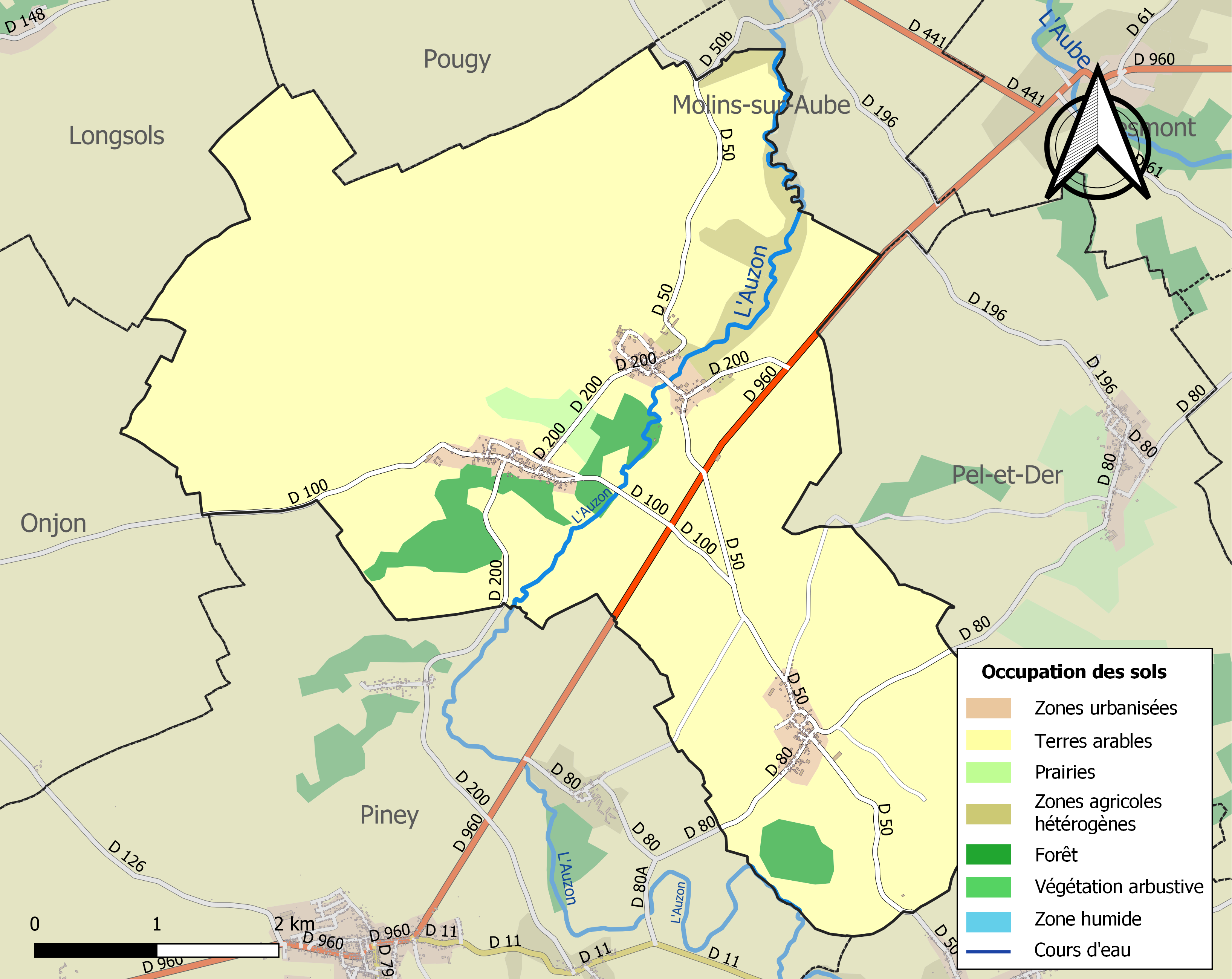
Carte des infrastructures et de l'occupation des sols de la commune en 2018 (CLC).

## Toponymie
Son nom est issu de la racine hydronymique préceltique (ligure) : Alz-, devenue Awz- ou Auz-, et désignant l'« eau », la « source » ou le « cours d'eau ».

## Histoire
Au Moyen Age, les villages qui composent Val-d'Auzon faisaient partie du comté de Brienne.
Villehardouin est le siège de la maison de Villehardouin, une importante famille champenoise.
En 1972, les anciennes communes d'Auzon-les-Marais, Montangon et Villehardouin fusionnèrent en Val-d'Auzon.

## Politique et administration
| Période                                  | Période  | Identité          | Étiquette | Qualité |
| ---------------------------------------- | -------- | ----------------- | --------- | ------- |
| mars 2001                                | 2014     | Gérard Rouilleaux |           |         |
| mars 2014                                | En cours | John Jailliard    | DVD       | Employé |
| Les données manquantes sont à compléter. |          |                   |           |         |

## Démographie
L'évolution du nombre d'habitants est connue à travers les recensements de la population effectués dans la commune depuis 1793. Pour les communes de moins de 10 000 habitants, une enquête de recensement portant sur toute la population est réalisée tous les cinq ans, les populations de référence des années intermédiaires étant quant à elles estimées par interpolation ou extrapolation. Pour la commune, le premier recensement exhaustif entrant dans le cadre du nouveau dispositif a été réalisé en 2007.

En 2022, la commune comptait 364 habitants, en évolution de −5,94 % par rapport à 2016 (Aube : +0,7 %, France hors Mayotte : +2,11 %).
| 1793 | 1800 | 1806 | 1821 | 1831 | 1836 | 1841 | 1846 | 1851 |
| ---- | ---- | ---- | ---- | ---- | ---- | ---- | ---- | ---- |
| 295  | 304  | 303  | 307  | 309  | 314  | 313  | 333  | 333  |

| 1856 | 1861 | 1866 | 1872 | 1876 | 1881 | 1886 | 1891 | 1896 |
| ---- | ---- | ---- | ---- | ---- | ---- | ---- | ---- | ---- |
| 332  | 356  | 287  | 264  | 262  | 269  | 234  | 220  | 228  |

| 1901 | 1906 | 1911 | 1921 | 1926 | 1931 | 1936 | 1946 | 1954 |
| ---- | ---- | ---- | ---- | ---- | ---- | ---- | ---- | ---- |
| 219  | 220  | 198  | 186  | 198  | 191  | 158  | 158  | 158  |

| 1962 | 1968 | 1975 | 1982 | 1990 | 1999 | 2006 | 2007 | 2012 |
| ---- | ---- | ---- | ---- | ---- | ---- | ---- | ---- | ---- |
| 149  | 148  | 417  | 342  | 329  | 351  | 389  | 394  | 398  |

| 2017 | 2022 | - | - | - | - | - | - | - |
| ---- | ---- | - | - | - | - | - | - | - |
| 381  | 364  | - | - | - | - | - | - | - |

## Lieux et monuments
- L'église d'Auzon-les-Marais. Construite au début du XIe siècle (voir la petite porte nord), l'abside et le transept sont refaits au XVIe siècle. Le clocher est du XVIIIe siècle. La voûte de l'abside de 1839[21].
- L'église de Montangon, aussi dédiée à saint Martin était jadis à la présentation du prieur de l'abbaye du Saint-Sépulcre de Villacerf. La construction actuelle date du XVIe siècle. Elle a été restaurée en 1871 par l'architecte Boulanger. Le maître-autel est l'œuvre du sculpteur troyen François Joseph Valtat.
- L'église de Villehardouin, consacrée aussi à Saint-Martin date des XIIIe siècle, XVIe siècle et XVIIIe siècle. Elle est "dénaturée" selon Marguerite Beau[21].
- Le château de Villehardouin, à Villehardouin.

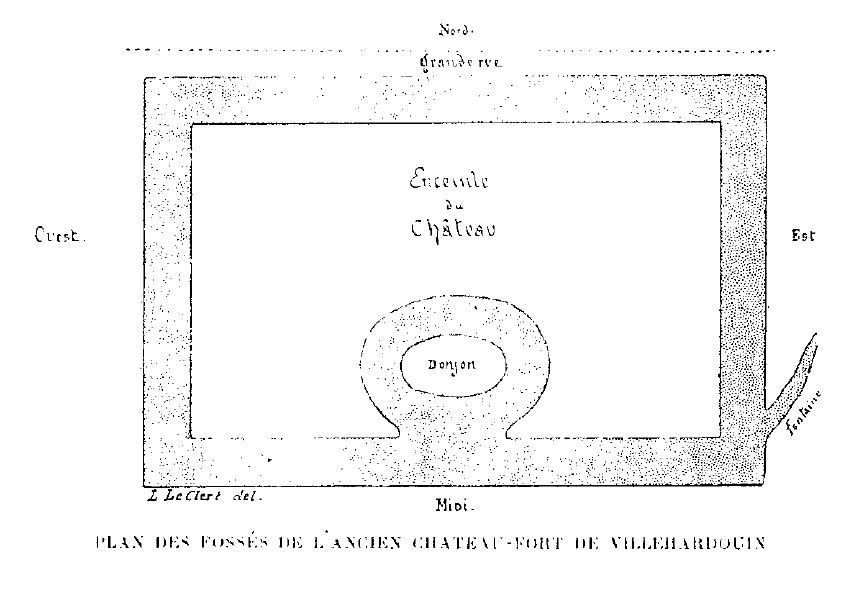
Plan des fossés de l'ancien château-fort de Villehardouin, par Ernest Petit.

## Personnalités liées à la commune
Villehardouin, ancienne commune de l'Aube, aujourd'hui intégrée à Val-d'Auzon est le berceau de la maison de Villehardouin, qui s'est illustrée dans l'Histoire de l'Empire Byzantin.